# Kościół św. Marii Magdaleny w Kuźni Raciborskiej
Kościół świętej Marii Magdaleny – rzymskokatolicki kościół parafialny należący do dekanatu Kuźnia Raciborska diecezji gliwickiej.
Budowa murowanej świątyni rozpoczęła się w 1900 roku. Kościół został zaprojektowany w stylu neoromańskim przez architekta Ludwiga Schneidera. Budowla została ufundowana przez księcia raciborskiego Wiktora II Amadeusza von Ratibor. Świątynia została pobłogosławiona w dniu 4 października 1903 roku, natomiast uroczyście została poświęcona w dniu 30 czerwca 1917 roku.